# Chthonius iugoslavicus
Espèce
Synonymes
- Chthonius caecus iugoslavicus Ćurčić, 1972

Chthonius iugoslavicus est une espèce de pseudoscorpions de la famille des Chthoniidae.

## Distribution
Cette espèce est endémique de Serbie. Elle se rencontre dans la grotte Pećina Sveta Dupka à Gulenovci.

## Étymologie
Son nom d'espèce lui a été donné en référence au lieu de sa découverte, la Yougoslavie.

## Publication originale
- Ćurčić, 1972 : Deux nouveaux pseudoscorpions habitant des localités souterraines de la péninsule balkanique: Chthonius caecus iugoslavicus n. ssp. et Chthonius bogovinae latidentatus n. ssp. Glasnik Muzeja Srpske Zemlje, Beograd, sér. B, vol. 27, p. 125-142.